# Kriška Reber
Kriška Reber je naselje v občini Trebnje.
Kriška Reber je razloženo naselje na istoimenskem hribu, na skrajnem vzhodnem robu KS Čatež. Hiše so razporejene ob vinogradih, med domačijami se prepletajo zidanice, na obeh straneh stavb pa so njive na terasah in v ozkih pasovih. Na južni strani se pod Kriško Reber zajeda globoka dolina Vejarja v katerega se združijo mnogi manjši izviri. Nad njegovo dolino se dviga gozdnati Žejnk, na jugovzhodni strani malo nižji Brezarjev hrib, proti severu pa se svet polagoma znižuje proti Hribu (400 m), ki je v glavnem poraščen z gozdom. V preteklosti so v naselju živeli bajtarji, ki so delali v bližnjih vinogradih ali v gozdu in živeli v skromnih hišah.